# Genea australis
Genea australis là một loài ruồi trong họ Tachinidae.